# 迪爾里·奧梅耶
迪爾里·奥梅耶（法語：Thierry Omeyer；1976年11月2日—）是一位法國男子手球運動員，效力於巴黎聖日耳曼手球隊。自1999年開始，他也是法國國家手球隊的一員，代表法國參加了2012年奧運會並獲得金牌。